# 愛國是工作
愛國是工作是部分中華人民共和國或者香港的中國民族主義人士、中國共產黨黨員與公務員中的一種現象，這些人口口聲聲說自己如何如何愛國，但在日常生活中就會擁抱西方社會，甚至還會移民前往西方國家。
對於一些公開表達熱愛中國的公眾人物，有些不領情或者覺得太誇張的中國網民亦會用「愛國是工作」來揶揄他們。例如立場親中、經常發表熱愛中國言論但又在結婚後於台灣長住的香港藝人余文樂，或者一些抖音上的網絡紅人，都有人用「愛國是工作」來批評他們。

## 用詞的變種
有些人會在『愛國是工作』後面又配上『移民是生活』。另外，針對一些言論公開反美但實質行動相反的人（例如陳平），就會形容他們是『反美是工作，留美是生活』，而這句話本身正出自中國共產黨黨員兼學者司馬南（然而本人最終也在美國置產）。